# Oreșeț, Smolean
Oreșeț (în bulgară Орешец) este un sat în comuna Smolean, regiunea Smolean,  Bulgaria. 

## Demografie
Componența etnică a satului Oreșeț
     Bulgari (19,6%)
     Nicio identificare (80,39%)
     Altele (0%)
La recensământul din 2011, populația satului Oreșeț era de 51 locuitori. Nu există o etnie majoritară, locuitorii fiind  și bulgari (19,6%). Pentru 80,39% din locuitori nu este cunoscută apartenența etnică.